# Кровавые алмазы

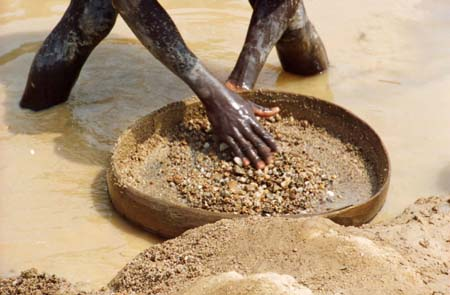
Добыча алмазов в Сьерра-Леоне.

Кровавые алмазы (англ. Blood diamond), также Конфликтные алмазы (англ. Conflict diamonds) — алмазы, добытые на территории ведения военных действий, деньги от продажи которых идут на финансирование повстанческого движения, оккупационной армии или деятельности полевых командиров. Термин «кровавый алмаз» как правило применяется в отношении Африки, на которую приходится две трети мировой добычи алмазов.

## История

### Ангола
Ангола, бывшая колония Португалии, получила независимость 11 ноября 1975 года. Народное движение за освобождение Анголы (МПЛА), Национальный союз за полную независимость Анголы (УНИТА) и Национальный фронт освобождения Анголы (ФНЛА) вели гражданскую войну с 1974 по 2001 год. Вопреки Бисесским соглашениям 1991 года с целью финансирования войны с правительством в период с 1992 по 1998 год УНИТА продала алмазы на сумму 3,72 миллиарда долларов США.
Осознав роль алмазов в финансировании движения УНИТА, в 1998 году ООН приняла 1173 и 1176 Резолюции Совета Безопасности ООН, запрещающие покупку конфликтных алмазов из Анголы. 1173 Резолюция стала первой резолюцией ООН, непосредственно упоминающей алмазы в контексте финансирования военных действий. Согласно отчётам, деньги от продажи 20 % алмазов, добытых в 1980-х годах, шли на нелегальные цели, причем 19 % алмазов были конфликтными. К 1999 году, по оценкам Всемирного алмазного совета, незаконная продажа алмазов снизилась до 3,06 % мировой добычи, а к 2004 году приблизительно до 1 %.
Несмотря на Резолюцию ООН, УНИТА продолжала продавать или обменивать алмазы для обеспечения своих военных нужд. В связи с этим, канадскому дипломату Роберту Фаулеру было поручено провести расследование для выявления каналов нелегального сбыта алмазов.
В 2000 году Фаулер представил отчёт, в котором были указаны страны, организации и люди, причастные к незаконной торговле. Отчёт связал алмазы с конфликтами в странах Третьего мира, что привело к подписанию 1295 Резолюции Совета Безопасности ООН, а также инициировало создание в 2003 году Схемы сертификации процесса Кимберли.

### Либерия и Сьерра-Леоне
С 1989 по 2003 год Либерия была охвачена гражданской войной. В 2000 году ООН обвинила президента Либерии Чарльза Тейлора в поддержке Объединённого революционного фронта (ОРФ), повстанческого движения в соседней Сьерра-Леоне, поставками оружия и торговлей в обмен на алмазы. В 2001 году ООН наложила санкции на торговлю алмазами Либерией. В августе 2003 года Тейлор был вынужден покинуть президентский пост и выехал в Нигерию, а затем был задержан и предстал перед Специальным судом по Сьерра-Леоне, процесс над ним проходил в Гааге. 21 июля 2006 года он отверг все обвинения в совершении преступлений против человечности и военных преступлений. 30 мая 2012 года Специальный суд по Сьерра-Леоне приговорил Чарльза Тейлора к 50 годам тюремного заключения, признав его виновным по всем 11 пунктам обвинения.
Также сообщалось о том, что в период взрывов американских посольств в Африке 1998 года Аль-Каида покупала алмазы Либерии, после того как другие активы Аль-Каиды были заморожены.
После установления мира Либерия пытается создать законную алмазодобывающую промышленность. Санкции ООН были отменены и теперь Либерия входит в Процесс Кимберли.

### Кот-д’Ивуар
Кот-д’Ивуар (также известный как Берег Слоновой Кости) начал развивать зарождающуюся индустрию добычи алмазов в начале 1990-х годов. В 1999 году произошёл государственный переворот, началась гражданская война, и через Кот-д’Ивуар стали экспортироваться конфликтные алмазы из Либерии и объятой войной Сьерра-Леоне. Для сокращения нелегальной торговли алмазами в стране была остановлена добыча алмазов, и в декабре 1995 года Совет Безопасности ООН запретил любой экспорт алмазов из Кот-д’Ивуар. Однако, несмотря на санкции ООН, противозаконная торговля алмазами в Кот-д’Ивуре по-прежнему существует. Необработанные алмазы переправляются в соседние государства и центры международной торговли через северные территории, подконтрольные группировке Новые силы (фр. Forces Nouvelles de Côte d’Ivoire), которая по некоторым сведениям использует полученные средства для покупки оружия.

### Демократическая Республика Конго
Несмотря на гражданские войны в 1990-х годов, Демократическая Республика Конго (в прошлом Заир) вступила в Процесс Кимберли и теперь экспортирует 8 % мировой добычи алмазов. В разгар гражданской войны в середине 1990-х годов в Демократической Республике Конго был найден и продан корпорации De Beers знаменитый алмаз Millennium Star весом 200 карат (40 граммов).

### Республика Конго
В 2004 году Республика Конго была исключена из Процесса Кимберли, поскольку официально не имея алмазодобывающей промышленности, государство экспортировало большое количество алмазов, происхождение которых не могло объяснить. Также Республика Конго обвинялась в фальсификации сертификатов происхождения алмазов. В 2007 году Республика Конго была повторно принята в Процесс Кимберли.

### Зимбабве
Схема Сертификации Процесса Кимберли не рассматривает алмазы, добытые в Зимбабве, как конфликтные. Ранее, в результате беспорядочной добычи в Маранге и контрабанды алмазов, за ситуацией в Зимбабве начал наблюдать Всемирный алмазный совет.
В июле 2010 года Схема Сертификации Процесса Кимберли признала алмазы, добываемые на спорной территории Маранге, легальными, разрешив торговлю ими на международном рынке, после того, как месяцем ранее вышел отчёт наблюдателей.

## Борьба с кровавыми алмазами
В отчёте «A Rough Trade» 1998 года организация Global Witness первой связала конфликты в Африке с алмазами. ООН также признала роль конфликтных алмазов в финансировании военных действий и в 1998 году приняла 1173 Резолюцию Совета Безопасности. В 2008 году Фаулер в своём отчёте подробно описал, как УНИТА финансировала военные действия, что непосредственно привело в принятию 1295 Резолюции ООН весной того же года и встрече руководителей южноафриканских стран-экспортеров алмазов в Кимберли, ЮАР с целью выработать методику, которая позволила бы остановить торговлю конфликтными алмазами и создать механизм представления покупателям доказательства непричастности алмазов к военным действиям.

В Резолюции 1295 говорится: 
18. приветствует предложение о созыве совещания экспертов в целях определения системы контроля для содействия осуществлению мер, содержащихся в резолюции 1173 (1998), включая механизмы, которые позволили бы повысить уровень транспарентности и подотчётности в деле осуществления контроля за алмазами, начиная с источника их происхождения и кончая их поступлением на биржи, подчеркивает важность того, чтобы при разработке таких мер контроля делалось всё возможное для недопущения нанесения побочного ущерба законной торговле алмазами, и приветствует намерение Южно-Африканской Республики принять у себя соответствующее совещание в этом году;

### Схема сертификации процесса Кимберли
19 июля 2000 года на Всемирном алмазном конгрессе в Антверпене была принята резолюция, направленная на противодействие продаже конфликтных алмазов. Согласно резолюции, требовалось ввести международную систему сертификации экспортируемых и импортируемых алмазов, а продажа алмазов, не прошедших процедуру сертификации, должна была быть законодательно запрещена во всех странах. Все страны должны были ввести уголовную ответственность за контрабанду конфликтных алмазов, а лицо, уличённое в торговле ими, в дальнейшем не допускалась к торгам на алмазных биржах Мировой организации алмазных бирж. Кроме того, в некоторых туристических центрах (например, в Дубае) для вывоза алмаза из страны владелец должен был предъявить в аэропорту сертификат Процесса Кимберли. Кимберлийский процесс проводился самими африканскими странами, добывающими алмазы.

## В искусстве
Тема кровавых алмазов является ключевой в одноимённом фильме.